# Теодорович Іван Михайлович
Іва́н Миха́йлович Теодоро́вич (нар. 6 червня 1923 Тересполь — пом. 11 березня 2000 Чернівці) — український радянський історик, провідний дослідник Першої світової війни, доктор істориних наук (1972), професор.

## Біографія
Народився 6 червня 1923 року в Тересполі, Друга Річ Посполита. Закінчив Перемишлянську гімназі. На фронт Другої світової війни не потрапив через параліз руки. В 1949 році закінчив Львівський університет. Того ж року вступив на аспірантуру на кафедру нової історії країн Сходу того ж вузу. В 1953 році захистив кандидатську дисертацію на тему: „Польське питання в політиці імперіалістичних держав в останній рік першої світової війни”
З 1952 старший викладач кафедри загальної історії Чернівецького університету. З 1958 доцент. Завідувач кафедрою загальної історії 1960-1966 та з 1971-1986.
В 1972 році захистив докторську дисертацію на тему: “Загарбницька політика Німеччини і Австро-Угорщини на Сході в 1914–1918 рр.” 
Виступив науковим керівником при написанні кандидатської дисертації на тему: Борьба германского империализма, за восстановление утраченных позиций в Центральной Европе после Версальского договора, 1919-1932 гг Газіна Володимира Прокоповича.
Звільнений з універиситету в 1999 році за станом здоров'я. Помер 11 березня 2000 року в Чернівцях. Похований на Центральному кладовищі.